# Baumbusch bei Medelsheim
Der Baumbusch bei Medelsheim (vormals Baumbusch) ist ein Naturschutzgebiet im Saarpfalz-Kreis im Saarland. Es liegt an der deutsch-französischen Grenze auf den Gemarkungen von Gersheims Ortsteilen Medelsheim und Niedergailbach und umfasst 475 ha.
Zum Naturschutzgebiet wurde das Areal am 30. März 2007 und am 16. Januar 2015 erweitert und umbenannt.